# António Castanheira Neves
‎António Castanheira Neves, portugalski filozof, pravnik in pedagog, * 8. november 1929, Tábua.
Neves je bil profesor filozofije prava na Univerzi v Coimbri.